# Árbær
Árbær ([ˈaurˌpaiːr̥]) es un distrito de Reikiavik, la capital de Islandia. Tiene una población estimada, a inicios de 2023, de 11 974 habitantes.
Está ubicado en el sureste de la ciudad y comprende cinco barrios: Árbær, Ártúnsholt, Norðlingaholt, Selás y Bæjarháls.

## Historia
El principal segmento residencial se construyó en los años 1960 y 1970 en un estilo funcionalista nórdico, similar al cercano Breiðholt. El desarrollo de las partes exteriores comenzó en los años 1980 y continuó hasta los 1990. En los 2000 se construyó Norðlingaholt en la zona oriental de la ciudad, así como una nueva zona comercial adyacente a la zona antigua.